# Olaus Petri (domprost)
Olaus Petri, född 1537, död 29 april 1599 i Linköping, var en svensk präst och domprost.

## Biografi
Olaus Petri föddes 1537. Han besökte Uppsala 1564 och reste sedan utomlands. Petri blev tillfångatagen i Lübeck 1565. Han återvända hem och blev 1566 konsistorienotarie i Linköping. Petri prästvigdes 1568 och skrev under riksdagsbeslutet i Stockholm 25 januari 1571. Han var sistnämnda datum kyrkoherde i Linköpings församling. Den 16 februari 1577 skrev han under liturgin och var även då kyrkoherde i församlingen. Den 7 mars 1590 var Steno Petri kyrkoherde i Linköpings församling. Petri hade Slaka församling, Slaka pastorat som prebende och blev poenitentiarius 1585. År 1592 blev han domprost i Linköpings församling och skrev som sådan under Uppsala mötes beslut 1593. Han avled 29 april 1599 i Linköping och begravdes i Linköpings domkyrka där hans gravsten ännu finns.

### Familj
Petri gifte sig första gången 1567 med Karin Bertilsdotter (1547–1583). De fick tillsammans barnen Israel Olavi (1577–1614) och Ingrid Olofsdotter (död 1622) som gifte sig med domprosten Daniel Johannis Normelander i Linköping. Petri gifte sig andra gången 1585 med Karin Mårtensdotter (död 1589). Petri gifte sig tredje gången med Karin Pedersdotter. De fick tillsammans dotter Gertrud som gifte sig med kyrkoherde Olavus Bjässe i Mogata socken.